# فانوس‌ماهی چندین‌لکه
فانوس‌ماهی چندین‌لکه (نام علمی: Scopelopsis multipunctatus) نام یک گونه از تیره فانوس‌ماهی است.